# Sergej Magnitski

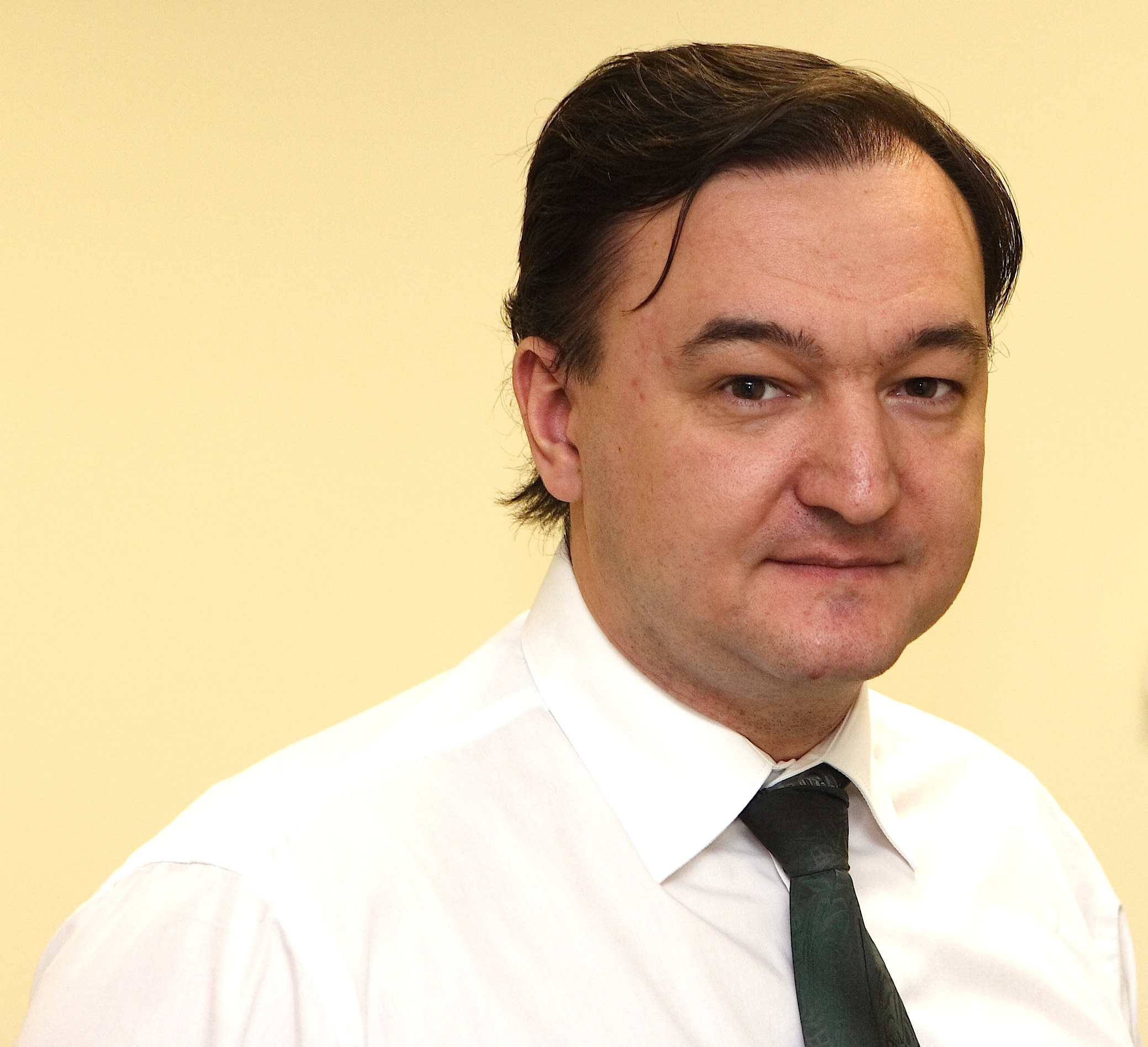
Sergej Magnitski

Sergej Leonidovitsj Magnitski (Russisch: Сергей Леонидович Магнитский) (Odessa, 8 april 1972 – Moskou, 16 november 2009) was een Russische procureur wiens arrestatie en dood in een politiecel veel internationale media-aandacht kreeg, en een begin van een onderzoek naar machtsmisbruik veroorzaakte.
Magnitski had vermoedens van diefstal op grote schaal door de Russische overheid en was reeds gesanctioneerd door officials voordat hijzelf werd gearresteerd. Magnitski overleed net voor de eenjarige termijn van voorarrest afliep. In totaal zat Magnitski 358 dagen in de gevangenis. In december 2010 diende de Britse mensenrechtenorganisatie Redress een rapport in samen met twee speciale rapporteurs van de Verenigde Naties op het gebied van mensenrechten. The Economist noemde de vermoedelijke marteling en moord op Magnitski "griezelig". Magnitski's zaak veranderde in een internationale kwestie.

## Achtergrond
Magnitski was een procureur bij het Moskouse advocatenkantoor Firestone Duncan dat werkte voor een in Engeland gestationeerde investeringsmaatschappij Hermitage Capital Management die beschuldigd werd van belastingontduiking en belastingfraude in het algemeen. Magnitski was gespecialiseerd in burgerrechtszaken.
Gedurende de jaren van bedrijfsvoering voorzag Hermitage de pers van informatie waaruit bleek dat er meerdere gevallen van wangedrag alswel vermoedelijke corruptie plaatsvonden binnen bedrijven en Russische overheidsbedrijven. De medeoprichter van Hermitage, Bill Browder, werd kort hierna verbannen uit Rusland omdat hij een bedreiging zou vormen voor de nationale overheid. Browder zelf gaf aan dat hij alleen een mogelijke bedreiging was voor corrupte politici en andere corrupte overheidsfunctionarissen. Hij geloofde dat zijn verdrijving uit Rusland ingegeven was om zijn bedrijf te gronde te richten en open te stellen voor uitbuiting. In november 2005 arriveerde Browder in Moskou en werd hem verteld dat zijn visum was geannuleerd. De volgende dag is hij het land uitgezet.
Op 4 juni 2007 vond er een politie-inval plaats in het kantoor van Hermitage in Moskou. Bij de kantoren van Firestone Duncan vond eveneens een inval plaats. In beide gevallen werden door de politie bedrijfsdocumenten en belastingdocumenten en zegels van de Russische bedrijven van Hermitage meegenomen. In oktober 2007 ontving Browder een brief dat een van de in Moskou gevestigde bedrijven veroordeeld was voor vermoedelijke onbetaalde rekeningen van honderden miljoenen dollars. Volgens Browder was dit voor het eerst dat hij wat vernomen had van deze rechtszaak en kende hij de advocaten die zijn bedrijf in deze rechtszaak vertegenwoordigden niet. Magnitski kreeg de taak om uit te zoeken wat er was gebeurd.
Magnitski geloofde dat de politie alle documenten die zij met de overvallen op Hermitage in beslag hadden genomen aan de georganiseerde misdaad hadden doorgegeven. De georganiseerde misdaad gebruikte deze documenten om alle Russische bedrijven van Hermitage over te nemen en op frauduleuze wijze de eerder betaalde $230 miljoen aan belastingen terug te claimen. Ook werd duidelijk dat de politie Hermitage van belastingfraude beschuldigde om de inval te rechtvaardigen. Op deze wijze kon men alle documenten verzamelen die nodig waren om het bedrijf over te nemen en de terugbetaling van de belastinggelden te verwezenlijken. Magnitski toonde de betrokkenheid van de politie, justitie, belastingambtenaren en de Russische maffia aan. Ondanks de initiële afwijzing van Magnitski's claims bleef de kern van de aanklacht staan, namelijk dat Hermitage het slachtoffer was van een samenzwering welke werd bevestigd door de schuldig verklaarde stroman in deze zaak. Deze stroman hield echter vol dat de politie part noch deel aan het plan had. Een politiefunctionaris welke eerder door Magnitski aangewezen was als een van de betrokkenen in de affaire begon een onderzoek naar Magnitski. Volgens Browder was deze Sergej het manusje-van-alles, de Moskouse rechtbanken, belastingen, boetes en alles wat te doen had met burgerrechten was onder zijn hoede.
Volgens de onderzoeken van Magnitski waren de documenten die door de Russische politie in juni 2007 zijn meegenomen gebruikt om het bedrijf op frauduleuze wijze van eigenaar te doen veranderen. Vervalste contracten zijn daarna gebruikt waaruit bleek dat Hermitage $1 miljard schuldig was aan lege vennootschappen. Deze claims van de voor Hermitage onbekende bedrijven werden door de rechters bevestigd. In iedere rechtszaak zijn door de dieven advocaten ingehuurd welke onbekend waren bij Hermitage maar die in alle gevallen de organisatie schuldig verklaarden. Hierdoor werden gerechtelijke uitspraken verkregen over schulden die niet bestonden.
De nieuwe eigenaar van Hermitage was in Tatarstan gehuisvest en bleek Viktor Markelov te zijn die was veroordeeld voor moord. Viktor Markelov was al na twee jaar in vrijheid gesteld. De beweerde schulden van Hermitage waren opgevoerd om het bedrijf als slechtlopend te boek te stellen en daarmee de belastingteruggave van $230 miljoen te waarborgen. De teruggave werd gedaan op kerstavond 2007, het werd de grootste terugbetaling in de Russische geschiedenis. Hermitage nam contact op met de Russische overheid over de bevindingen van Magnitski. Het geld dat niet meer van Hermitage was behoorde aan het Russische volk. In plaats van dat er een onderzoek gestart werd naar de politie opende de Russische overheid een onderzoek naar Magnitski.

## Ziekte en dood
Magnitski werd in november 2008 gearresteerd en gevangengenomen in de Boetyrkagevangenis van Moskou na te zijn beschuldigd van samenzwering met Hermitage. Magnitski is elf maanden in voorarrest gehouden zonder rechtszaak. Hij was, zoals The Telegraph schreef, verstoken van bezoek en gedwongen in smerige cellen te verblijven. Magnitski ontwikkelde galstenen, pancreatitis en galblaasontsteking, waarvoor hij onvoldoende behandeld werd. Er moest een operatie plaatsvinden in juni, maar deze vond nimmer plaats. De gevangenisdirecteur Ivan P. Prokopenko gaf later aan dat hij Magnitski niet ziek vond. Gevangenen doen vaker alsof zij ziek zijn om daarmee betere condities te verkrijgen in de gevangenis.
Op 16 november, acht dagen voor Magnitski's verplichte vrijlating, overleed hij. De redenen van overlijden liepen uiteen. Eerst sprak men van een "breuk van het buikvlies" en later van een hartaanval. Later werd bekend dat Magnitski al vijf dagen had geklaagd over een toenemende mate van buikpijn en dat hij rond 15 november iedere drie uur moest overgeven en een zichtbaar opgezette buik had. Op de dag van zijn overlijden is hij alsnog per ambulance naar de medische eenheid van de gevangenis vervoerd. De gevangenisarts vermoedde een chronische aandoening. De chirurg, die Magnitski beschreef als boos en aangedaan, vertelde dat Magnitski riep dat ze probeerden hem te vermoorden. Hij schreef hem een pijnstiller voor en zond hem door voor een psychiatrisch onderzoek. Twee uur later werd hij dood in zijn cel gevonden. Volgens de leider van de Moskou Helsinki Groep Loedmila Aleksejeva is Magnitski overleden aan slagen en andere martelingen, uitgevoerd door officieren van het Russische ministerie van Binnenlandse Zaken.
Volgens Magnitski's gevangenisdagboek hebben ondervragers meerdere keren geprobeerd hem ervan te overtuigen om tegen Hermitage te getuigen en al zijn aanklachten tegen politie en belastingdienst te laten vallen. Magnitski weigerde dit en als gevolg hiervan werd hij naar het slechtste gedeelte van de gevangenis overgeplaatst. Ook is hem de noodzakelijke medische zorg onthouden welke zijn leven had kunnen redden.

## Nasleep
Volgens het Russische persbureau RIA Novosti veroorzaakte de dood van Magnitski publieke verontwaardiging die leidde tot discussie over de noodzaak om de gevangenisgezondheidszorg te verbeteren en het aantal personen dat hun proces in voorlopige hechtenis afwacht te verminderen.
Een onafhankelijk onderzoeksorgaan, de Moskouse Public Oversight Commissie, gaf in december 2009 aan dat "psychologische en fysieke druk werd uitgeoefend" op Magnitski. Een van de commissarissen zei dat terwijl ze eerst geloofde dat zijn dood te wijten was aan medische nalatigheid, zij "het beangstigende gevoel had dat het geen nalatigheid was, maar dat het in zekere mate, hoewel verschrikkelijk om te moeten zeggen, om een vooropgezette moord ging".
De Russische president Dmitri Medvedev gelastte in november 2009 een officieel onderzoek. Russische autoriteiten hadden in december 2009 nog geen conclusies getrokken toen 20 hogere ambtenaren van de gevangenis al ontslagen waren als gevolg van de zaak. In december 2009 werden in twee decreten van Medvedev zowel het plaatsvervangend hoofd van de federale gevangenisdienst Aleksander Piskoenov ontslagen als een wet ondertekend die de gevangenneming van personen die worden verdacht van fiscale delicten verbiedt. De dood van Magnitski wordt ook in verband gebracht met het ontslag van generaal Anatoli Michalkin, voorheen het hoofd van de Moskouse afdeling van belastingfraude en van het ministerie van Binnenlandse Zaken. Michalkin was een van degenen die door Magnitski werd beschuldigd van deelname aan de fraudezaak.
Op 8 februari 2010 werd een video vrijgegeven door Opalasque TV, waarop Hermitage Capital Management-oprichter Bill Browder details over Sergej Magnitski's beproeving gedurende zijn elf maanden voorarrest openbaarde, terwijl een groep genaamd "Russische ongenaakbare" een film voorbereidde met dezelfde naam als deze groep. Op 25 juni 2010 kondigde het radiostation "De Echo van Moskou" aan dat er een onderzoek zou komen op last van het ministerie van Binnenlandse Zaken tegen luitenant-kolonel Artem Kuznetsov. Artem Kuznetsov werd verdacht van het op onjuiste wijze gevangen houden van Sergei Magnitski. Het onderzoek was een reactie op een klacht van Hermitage Capital Management en de minister van Buitenlandse Zaken van de Verenigde Staten, Hillary Rodham Clinton. In februari 2011 werd het onderzoek verlengd tot mei. Het onderzoek had in februari nog geen verdachten in de zaak opgeleverd.
In november 2010 kreeg Magnitski postuum een prijs van Transparency International voor zijn integriteit. Volgens het prijzencomité geloofde Magnitski in de regel van de wet, wat hem zijn leven heeft gekost. Een film die de vervolging van Magnitski belichtte, werd getoond aan het Amerikaans Congres en aan het Britse, Canadese, Duitse, Poolse en Europees Parlement. Bill Browder van Hermitage had de film geproduceerd om hiermee de verschillende buitenlandse overheden ervan te overtuigen een visumverbod in te stellen voor zestig vermeende betrokkenen in het Magnitski-schandaal.

## Aanklacht en tegenaanklacht
Zomer 2011, de zaak-Magnitski is heropend en de Russische autoriteiten lijken er alles aan te willen doen om Magnitski postuum opnieuw te willen beschuldigen van fraude.
In dezelfde periode is de moeder van Magnitski in de tegenaanval gegaan, vastbesloten als ze is om de verantwoordelijken voor de dood van haar zoon voor de rechter te slepen. Ze is er namelijk van overtuigd dat haar zoon uit de weg is geruimd, omdat hij voortdurend met nieuw bewijs over de fraude kwam aanzetten, tot op drie dagen voor zijn dood.
Om haar aanklacht te onderbouwen heeft ze een aantal nieuwe bewijzen bij justitie ingediend. Daaruit blijkt onder meer dat de leider van het onderzoek naar de dood van haar zoon over aanwijzingen beschikte dat hij was vermoord. Die leider beval dan ook aan een strafrechtelijk onderzoek wegens moord te beginnen. Maar die aanbeveling werd nooit opgevolgd en zijn conclusies werden vakkundig weggemoffeld.
Ook komt mevrouw Magnitski met details over de verwondingen die op het lichaam van haar zoon zijn aangetroffen: diepe snijwonden in de kleine vinger van zijn linkerhand, verwondingen aan zijn polsen (handboeien) en knokkels en een groot gat in zijn tong. Die verwondingen worden in geen van de officiële post-mortemonderzoeken vermeld.

## Postuum veroordeeld
Russische persbureaus meldden op 11 juli 2013, dat Sergej Magnitski postuum schuldig was bevonden aan belastingontduiking. De vroegere cliënt van Magnitski, de Britse investeerder Bill Browder, werd schuldig bevonden aan het ontwijken van zo'n dertien miljoen euro aan belastingen.